# Hesperophara rustica
Hesperophara rustica är en insektsart som först beskrevs av Fabricius 1803.  Hesperophara rustica ingår i släktet Hesperophara och familjen sköldstritar. Inga underarter finns listade i Catalogue of Life.